# Голомысовка
Голомысовка — малая река в Пермском крае, левый приток Камы. Протекает по территории северо-западной части Пермского района. Впадает в Воткинское водохранилище на 12 км ниже Качки.
Длина реки составляет примерно 4 км.
Около устья, возле села Голый Мыс, через Голомысовку переброшен мост.